# 魯什角
65°10′S 64°11′W / 65.167°S 64.183°W
魯什角（英語：Rouch Point）是南極洲的海岬，位於威廉群島的彼德曼島西北端，由法國探險隊繪入地圖和命名，該海岬現時由南極條約體系管理。